# Stat rosa pristina nomine, nomina nuda tenemus
La locuzione latina Stat rosa pristina nomine, nomina nuda tenemus ("la rosa primigenia esiste solo nel nome, possediamo soltanto nudi nomi") è una variazione dal verso I, 952 del poema in esametri De contemptu mundi di Bernardo di Cluny (da non confondere con l'omonima opera in prosa del cardinal Lotario di Segni, futuro papa Innocenzo III).
È interessante notare come le edizioni moderne del poema di Bernardo riportino, sulla base di alcuni manoscritti, un testo significativamente diverso: stat Roma pristina nomine, nomina nuda tenemus; la traduzione del verso sarebbe allora: "Roma antica esiste solo nel nome...".
Essa deve la sua fortuna a Umberto Eco, che ne ha fatto l'ultima frase del suo romanzo Il nome della rosa. Il verso, che ha dato origine al titolo dell'opera, è stato spiegato dallo stesso Eco in Postille a "Il nome della rosa": «Bernardo varia sul tema dell'ubi sunt (da cui poi il mais où sont les neiges d'antan, "ma dove son le nevi d'un tempo?" di François Villon) salvo che Bernardo aggiunge al topos corrente (i grandi di un tempo, le città famose, le belle principesse, tutto svanisce nel nulla) l'idea che di tutte queste cose scomparse ci rimangono puri nomi».  In particolare le diverse interpretazioni hanno origine dal diverso intendere il termine pristina che letteralmente significa "precedente", "antico", "passato", "anteriore", "primigenio", "primitivo", "che è all'origine".
Tradotto letteralmente, il verso di Eco intende sottolineare che al termine dell'esistenza della rosa particolare non resta che il nome dell'universale; questa versione si contrappone alla teoria di Guglielmo di Champeaux, il quale sosteneva che gli universali continuano ad avere una realtà ontologica anche dopo i particolari. Il verso però si può interpretare anche in un altro modo, affermando che "la rosa primigenia, la rosa che viene prima di tutte le singole rose che possiamo vedere, l'universale della rosa, esiste solo di nome, non nella realtà".  Anche in questo senso è contestato il realismo estremo di Guglielmo, il quale sosteneva anche che gli universali esistono ontologicamente già prima degli individuali; al contrario, il verso afferma che all'inizio, nel fondamento della realtà, si può trovare soltanto il nome dell'universale e non un ente realmente esistente come è invece il particolare.
Nel contesto di tale discussione appare interessante che già William Shakespeare utilizzi la rosa come soggetto per una acuta osservazione sull'essenza delle cose (lo stesso Eco in un'intervista nega la paternità della sua rosa a Shakespeare ma così, in qualche modo, ne legittima il confronto). Il poeta inglese si interroga sul significato del nome; in Romeo e Giulietta, atto II, scena II: "What's in a name? That which we call a rose, / By any other name would smell as sweet" (Cosa vi è in un nome? Quella che chiamiamo rosa non cesserebbe d'avere il suo profumo dolce se la chiamassimo con altro nome), tale argomentazione porta a conclusioni diametralmente opposte, come osservato dallo stesso Eco.